# Klaudia Zwolińska
Klaudia Zwolińska (n. 18 decembrie 1998, Nowy Sącz, voievodatul Polonia Mică, Polonia) este o sportivă ce a reprezentat Polonia, medaliată olimpică. A participat la o ediție a Jocurilor Olimpice (2024) în care a câștigat două medalii de argint.